# Ласерда, Карлос
Ка́рлос Фредери́ко Верне́к ди Ласе́рда (порт.-браз. Carlos Frederico Werneck de Lacerda; 30 апреля 1914, Васорас — 21 мая 1977, Рио-де-Жанейро) — бразильский политик и журналист, в молодости — активист коммунистического движения, впоследствии — правый консерватор-антикоммунист. В 1955—1960 — депутат Национального конгресса от партии Национально-демократический союз, в 1960—1965 — губернатор штата Гуанабара. Активный противник президентов Жетулиу Варгаса, Жуселину Кубичека и Жуана Гуларта. Один из вдохновителей военного переворота 1964 года, однако с 1966 года выступал против военного режима. Авторитетный идеолог и лидер правоконсервативных сил Бразилии.

## Происхождение
Семейство Ласерда происходило из знатного землевладельческого рода, восходящего к португальскому, бразильскому, испанскому и французскому дворянству. Предками Карлоса Ласерды были основатель города Васорас Франсиско Родригес Алвес, плантатор Жозе ди Авелар и Алмейда — барон ди Рибейран, первопроходец долины реки Параиба-ду-Сул Инасио ди Соза Вернек, известный медик, ботаник и зоолог Жоаким Монтейро Каминьоа, юрист и политик Себастьян Гонсалвес ди Ласерда.
Юрист и писатель Маурисио Пайва ди Ласерда — отец Карлоса Ласерды — был одним из основателей Бразильской коммунистической партии (БКП). Активистами БКП являлись также Ольга Каминьоа Вернек — мать Карлоса — и его дяди Паулу ди Ласерда и Фернандо ди Ласерда. Имя Карлос Фредерико он получил в честь Карла Маркса и Фридриха Энгельса.

## Коммунистический активист
Карлос Ласерда учился на юридическом факультете Университета Рио-де-Жанейро. С 16-летнего возраста публиковал политические тексты в коммунистической и леворадикальной прессе. Активно участвовал в левом студенческом движении. Увлекался литературным творчеством, собирался стать писателем.
С 1930 Карлос Ласерда являлся активистом коммунистического движения, хотя формально не состоял в БКП. Участвовал в коммунистических выступлениях против президента Жетулиу Варгаса, пришедшего к власти в революцию 1930. В марте 1934 Ласерда зачитал манифест об учреждении Национально-освободительного альянса — массового леворадикального антиправительственного движения.
Ласерда вёл активную пропаганду, популяризировал исторический опыт освободительных движений. Его брошюра о восстании рабов под предводительством Мануэла Конго в 1838 году стала, несмотря на идеологическую предвзятость, серьёзным историческим исследованием.
В 1935 Карлос Ласерда примкнул к коммунистическому Ноябрьскому восстанию. После подавления скрывался на семейной фазенде под защитой влиятельных родственников. Избежав репрессий, продолжал коммунистическую деятельность. В 1937 году был арестован полицией, но вскоре освобождён.

## Разрыв с коммунизмом
В 1939 Карлос Ласерда порвал с коммунистическим движением. Это решение стало результатом длительных раздумий, в ходе которых он пришёл к выводу о тоталитарном характере коммунизма. Впоследствии Ласерда объяснял свои коммунистические увлечения данью юношеской романтике.

Коммунизм ведёт к худшей диктатуре. Он жёстче всего организован, поэтому свергнуть его будет особенно трудно.

Карлос Ласерда

С этого времени Карлос Ласерда стал убеждённым и активным антикоммунистом. Важную значение имел политический католицизм, приверженность Ласерды католическому социальному учению. Идеологически он постепенно эволюционировал к правому консерватизму в духе Республиканской партии США (его называли «бразильским Барри Голдуотером»). Активно занимался политической журналистикой, состоял в руководстве правой партии Национально-демократический союз.

## Против Жетулиу Варгаса

### «Ворон»

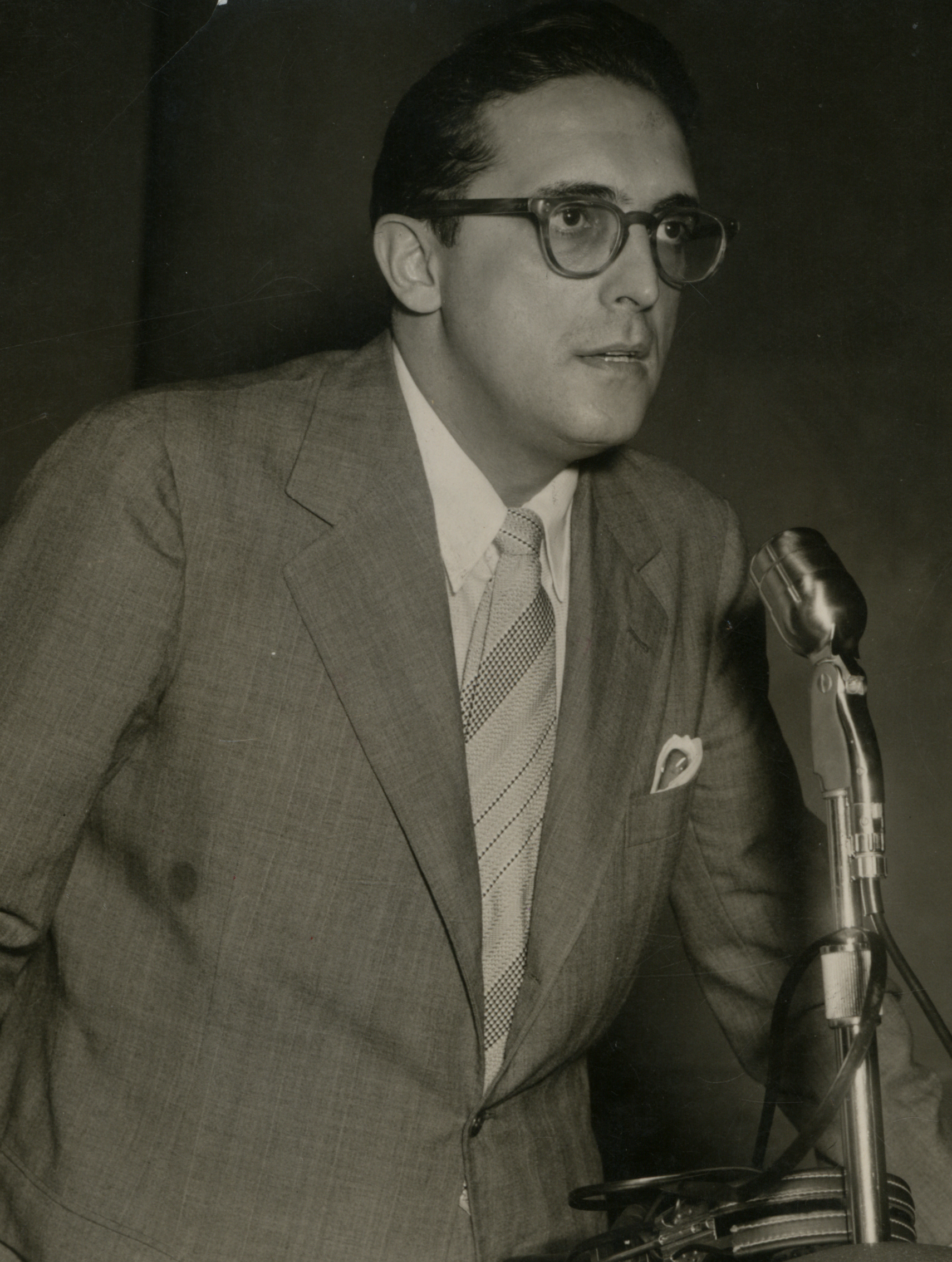
Ласерда в 1954 году

При этом Карлос Ласерда был решительным противником любой диктатуры — в том числе Нового государства Жетулиу Варгаса. В 1949 он основал газету Tribuna da Imprensa, которая вела кампанию против повторного избрания Варгаса президентом Бразилии. Ласерда резко критиковал Варгаса за диктаторские тенденции правления (пусть не коммунистические, а авторитарно-корпоративистские) и коррупцию его окружения. В 1950 году Ласерда выступил организатором антиваргасовских сил в Рио-де-Жанейро.
Предотвратить избрание Варгаса не удалось, но вокруг Ласерды, его партии и его газеты консолидировалась консервативно-либеральная оппозиция. Карлос Ласерда получил прозвище Corvo — Ворон — в смысле «предвестник смерти» режима Варгаса.

### Покушение
5 августа 1954 года на Карлоса Ласерду было совершено покушение. Рано утром он возвращался домой вместе с сыном и майором ВВС Рубенсом Флорентино Вазом. Когда они вышли из машины, по ним открыли огонь неизвестные. Майор Ваз был убит. Раненый в ногу Ласерда успел прикрыть сына и попытался отстреливаться. Появился местный сторож, нападавшие скрылись на такси.
Водитель такси, опасаясь разоблачения, в тот же день дал показания полиции. Один из участников нападения был быстро идентифицирован — Климерио ди Алмейда, сотрудник охраны президента Варгаса. Вскоре были установлены и арестованы другие участники нападения, а также организатор — начальник президентской охраны Грегорио Фортунато. Выяснилось, что инициатором акции являлся руководитель службы безопасности главы государства, младший брат президента Бенжамин Варгас.

### Итог
Следствие установило не только обстоятельства покушения на Ласерду, но и глубокую коррумпированность ближайшего окружения президента. Жетулиу Варгас, лично непричастный к коррупции, пережил глубокий шок. Менее чем через три недели — 24 августа 1954 года — он покончил с собой.
Карлос Ласерда, «главный враг Варгаса», казалось, одержал победу в противостоянии с президентом. Однако смерть популярного в стране Жетулиу Варгаса вызвала мощную волну негодования его многочисленных сторонников. В память Варгаса на улицы вышли массовые демонстрации, начались погромы оппозиционной прессы, избиения оппозиционеров. Карлос Ласерда был вынужден бежать из Бразилии в США.

## Против левых и левоцентристов
Возвратившись в Бразилию, в 1955 году Карлос Ласерда баллотировался в Национальный конгресс. Он был избран, причём одержал победу над Лютеру Варгасом, сыном покойного президента. В новых условиях основными противниками консерватора Ласерды стали левые и левоцентристские силы. Он предпринимал все усилия, вплоть до участия в военном заговоре, дабы предотвратить приход к власти Жуселину Кубичека. После избрания Кубичека президентом Ласерда эмигрировал на Кубу, где в то время правил Фульхенсио Батиста. Возвратившись, он резко критиковал политику Кубичека, в частности, строительство новой столицы Бразилиа.
Столь же жёстко Ласерда выступал против преемника Кубичека — Жаниу Куадроса. Резко выступление Ласерды по телевидению 24 августа 1961 года способствовало отставке Куадроса, состоявшейся на следующий день.

## Губернатор Гуанабары
В 1960 году, после переноса столицы из Рио-де-Жанейро в Бразилиа, был учреждён новый штат Гуанабара, в который входил только город Рио-де-Жанейро. В конце 1960 года Карлос Ласерда был избран губернатором Гуанабары и возглавил администрацию Рио-де-Жанейро, второго по величине города страны. Занимал эту должность до октября 1965 года.
В качестве губернатора Карлос Ласерда показал себя эффективным управленцем. Под его руководством было развёрнуто жилищное строительство, организовано регулярное энерго- и водоснабжение, построены автотрассы в тоннелях, соединившие различные районы города, разбиты парки на месте фавел, построены новые школы, улучшено содержание больниц. Губернатор Ласерда пользовался активной поддержкой среднего класса Рио-де-Жанейро.
В то же время губернатор Ласерда обвинялся в потворстве эскадронам смерти, которые осуществляли «социальные чистки» — убийства нищих, бездомных и безработных. Трупы сбрасывались в реки, и их обнаружение вызвало крупный скандал. Такого рода обвинения публиковались и в СССР, где Карлос Ласерда характеризовался как «одиозная фигура» и «человек, питавший звериную ненависть к коммунизму» (разумеется, без упоминания о его политическом прошлом). Со своей стороны, Ласерда обвинил оппозиционные СМИ в организации убийств с целью скомпрометировать администрацию. Он также уволил нескольких полицейских чинов. Вопрос обсуждался в парламенте, но причастность администрации к убийствам не была доказана.

## От поддержки к оппозиции военному режиму

Ласерда в 1966 году

Карлос Ласерда был решительным противником президента Жуана Гуларта, которого считал «объективно прокоммунистическим» деятелем. В 1961 Ласерда готов был организовать бунт заключённых в тюрьмах, дабы сорвать приход Гуларта к власти (при этом он рассчитывал на участие отбывавшего срок Грегорио Фортунато). Он был одним из гражданских лидеров военного переворота 1964, приведшего к власти правую военную верхушку. В этот период Ласерда — признанный лидер правых политических сил — считался реальным претендентом на пост президента Бразилии.
Однако отношения Ласерды с военным руководством быстро осложнились. В 1966 Ласерда выступил против военных властей — его не устроило продление президентских полномочий маршала Умберту Кастелу Бранку. Ласерда считал, что такие действия означают установление диктатуры.
28 октября 1966 по инициативе Карлоса Ласерды была создана коалиция Широкий фронт. В это объединение противников военного режима вошли недавние противники Ласерды — Кубичек и Гуларт. В манифесте Фронта содержался призыв к восстановлению политических свобод и многопартийной системы, проведению свободных выборов, независимой внешней политике (известный проамериканскими взглядами Ласерда теперь критиковал военных как «представителей даже не Госдепартамента, а ЦРУ»). 19 ноября 1968 Ласерда и Кубичек обнародовали в Португалии Лиссабонскую декларацию — подтверждавшую положения манифеста и заявившую намерение консолидировать бразильскую оппозицию на демократической платформе.
Ласерда был единственным лидером Широкого фронта, находившимся в Бразилии (Кубичек и Гуларт вынуждены были эмигрировать). Он устанавливал связи с оппозиционными политиками и церковными иерархами, выступал с политическими заявлениями, поддерживал студенческие и рабочие протесты.
5 апреля 1968 Широкий фронт был запрещён постановлением министерства юстиции. 13 декабря 1968 Карлос Ласерда был заключён в тюрьму. Находился в камере вместе со старым знакомым — коммунистом Марио Лаго, с которым не разговаривал около тридцати лет. Однако в заключении Ласерда и Лаго восстановили отношения. Вскоре Ласерда был освобождён, но 31 декабря 1968 ему было запрещено заниматься политической деятельностью в течение десяти лет.
С конца 1960-х Карлос Ласерда не принимал активного участия в бразильской политике. Однако он сохранял высокий авторитет как правоконсервативный лидер и идеолог. В 1975 году Ласерда оказал важную организационно-политическую помощь генералу Антониу ди Спиноле при создании антикоммунистической организации Демократическое движение за освобождение Португалии.

## Издатель, бизнесмен и писатель
Оставив активную политику, Ласерда успешно занимался журналистикой, издательским и инвестиционным бизнесом. Ещё в 1965 году он основал издательство Nova Fronteira — одно из крупнейших в Бразилии, издающее национальную и мировую классику, а также справочники и словари.
Карлос Ласерда — автор ряда художественных, мемуарных и литературно-публицистических произведений.
Скончался Карлос Ласерда от сердечного приступа в возрасте 63 лет.

## Личность, семья и память
Характерными чертами Карлоса Ласерды являлись жёсткость, решительность, авантюрность и упорное стремление к власти. Сохранились его высказывания, в которых он утверждает, что политика как таковая ему не интересна, но необходима как способ обретения властной силы.
Карлос Ласерда был женат, имел двух сыновей и дочь. Его внучатый племянник Марсио Ласерда — видный деятель Социалистической партии, в 2009—2016 годах — мэр Белу-Оризонти.
Образ Карлоса Ласерды окружён в Бразилии почётом и уважением. Он рассматривается как яркая фигура бразильской истории XX века, участник драматических событий и важных исторических поворотов.
Именем Карлоса Ласерды названы улицы и школы, с 1988 года — парк в Рио-де-Жанейро. 20 мая 1987 года указом президента Бразилии Жозе Сарнея Карлосу Ласерде были посмертно возвращены все государственные награды, аннулированные военным режимом.
Карлос Ласерда выведен как персонаж в нескольких кино- и телефильмах, в том числе Редкие цветы.